# Tønes
Tønes, pseudonimo di Frank Tønnesen (Sokndal, 28 aprile 1972), è un cantante norvegese.

## Biografia
Sobihob (2009), sesto album in studio del cantante, ha ricevuto la nomination per un Spellemannprisen. Il disco successivo, Sån av Salve (2012), si è portato a casa due Spellemannprisen e ha raggiunto la 7ª posizione della VG-lista.
Vindbrest (2015), che ha raggiunto la 2ª posizione della classifica norvegese, è stato riconosciuto anch'esso con un Spellemannprisen. Sesong fire (2017) ha conquistato una nomination per lo Spellemannprisen all'album dell'anno e il 17º posto nella graduatoria nazionale.
Ha fatto ritorno sulle scene musicali rendendo disponibile per il consumo il decimo LP, intitolato Thilda Bøes legat, premiato con un Spellemannprisen e classificatosi 14º.

## Discografia

### Album in studio
- 1996 – Rett te håves
- 1998 – Gobai
- 2000 – Det så e inne i krabben
- 2004 – Grønnare gras
- 2008 – Tork av deg fliret
- 2009 – Sobihob
- 2012 – Sån av Salve
- 2015 – Vindbrest
- 2017 – Sesong fire
- 2021 – Thilda Bøes legat

### EP
- 1998 – Maleri
- 1999 – Bonde
- 2017 – Ikkje Mogna

### Singoli
- 2000 – Sko ikkje sagt någe hvis det va drid!
- 2003 – Sju
- 2014 – Indianara
- 2017 – Maxitaxi
- 2017 – Sesong fire
- 2017 – Korte stond
- 2017 – Dokke
- 2022 – Mørke Skoga